# Рудевский, Иван Лукич
Иван Лукич Рудевский (1904, Переяслав, Полтавская губерния — 1979) — советский военный, государственный и политический деятель, генерал-майор.

## Биография
Родился в 1904 году в Переяславе. Член ВКП(б) с 1927 года.
С 1917 года — на военной службе, общественной и политической работе. В 1917—1975 гг. — ремонтный рабочий Южной железной дороги, в РККА, участник Гражданской войны, служил в 1-й Конной армии, преподаватель школы средних командиров РККА, участник Великой Отечественной войны, помощник командующего 44-й армии по охране войскового тыла, командир 32 пограничного полка войск НКВД по охране тыла Черноморской группы войск Закавказского фронта, начальник управления пограничных войск МВД Казахского округа, начальник УПВ КГБ Восточного округа, заместитель директора управления Советских выставок за рубежом.
Избирался депутатом Верховного Совета СССР 4-го созыва.
Умер в 1979 году.